# Koki Kano
Koki Kano (Japans: 加納虹輝, Kanō Kōki) (Ama, 19 december 1997) is een Japans schermer. 

## Carrière
Kano won tijdens de Olympische Zomerspelen van Tokio de gouden medaille met het Japanse team, individueel eindigde hij als vijftiende.

## Resultaten

### Olympische Zomerspelen
| Jaar | Plaats | Resultaten           |
| ---- | ------ | -------------------- |
| 2021 | Tokio  | 15e degen degen team |
| 2024 | Parijs | degen                |

1908: Alibert, Berger, Collignon, Gravier, Lippmann, Olivier, Stern ·
1912: H. Anspach, P. Anspach, Hennet, Ochs, Salmon, Willems ·
1920: Allocchio, Bozza, Canova, Costantino, Marrazzi, A. Nadi, N. Nadi, Olivier, Thaon di Revel, Urbani ·
1924:  Buchard, Ducret, Gaudin, Labatut, Liottel, Lippmann, Tainturier ·
1928:  Agostoni, Basletta, M. Bertinetti, Cornaggia-Medici, Minoli, Riccardi ·
1932: Buchard, Cattiau, Jourdant, Piot, Schmetz, Tainturier ·
1936: Brusati, Cornaggia-Medici, E. Mangiarotti, Pezzana, Ragno, Riccardi ·
1948: Artigas, Desprets, Guérin, Huet, Lepage, Pécheux ·
1952: Battaglia, F. Bertinetti, Delfino, D. Mangiarotti, E. Mangiarotti, Pavesi ·
1956: Anglesio, F. Bertinetti, Delfino, E. Mangiarotti, Pavesi, Pellegrino ·
1960: Delfino, E. Mangiarotti, Marini, Pavesi, Pellegrino, Saccaro ·
1964: Bárány, Gábor, Kausz, Kulcsár, Nemere ·
1968: Fenyvesi, Kulcsár, Nagy, Nemere, P. Schmitt ·
1972: Erdős, Fenyvesi, Kulcsár, Osztrics, P. Schmitt ·
1976: Edling, Von Essen, Flodström, Högström, Jacobson ·
1980: Boisse, Gardas, Picot, Riboud, Salesse ·
1984: Borrmann, Fischer, Heer, Nickel, Pusch ·
1988: Delpla, Henry, Lenglet, Riboud, Srecki ·
1992: Borrmann, Felisiak, Proske, Resnitstsjenko, A. Schmitt ·
1996: Cuomo, Mazzoni, Randazzo ·
2000: Mazzoni, Milanoli, Randazzo, Rota ·
2004: Boisse, F. Jeannet, J. Jeannet, Obry ·
2008: F. Jeannet, J. Jeannet, Robeiri ·
2016: Borel, Grumier, Jérent, Lucenay ·
2020: Kano, Minobe, Yamada, Uyama ·
2024: Koch, Andrásfi, Siklósi, Nagy
1900: Ramón Fonst ·
1904: Ramón Fonst ·
1908: Gaston Alibert ·
1912: Paul Anspach ·
1920: Armand Massard ·
1924: Charles Delporte ·
1928: Lucien Gaudin ·
1932: Giancarlo Cornaggia-Medici ·
1936: Franco Riccardi ·
1948: Gino Cantone ·
1952: Edoardo Mangiarotti ·
1956: Carlo Pavesi ·
1960: Giuseppe Delfino ·
1964: Grigori Kriss ·
1968: Győző Kulcsár ·
1972: Csaba Fenyvesi ·
1976: Alexander Pusch ·
1980: Johan Harmenberg ·
1984: Philippe Boisse ·
1988: Arnd Schmitt ·
1992: Éric Srecki ·
1996: Aleksandr Beketov ·
2000: Pavel Kolobkov ·
2004: Marcel Fischer ·
2008: Matteo Tagliariol · 
2012: Rubén Limardo · 
2016: Park Sang-young · 
2020: Romain Cannone · 
2024: Koki Kano